# 80675 Kwentus
80675 Kwentus è un asteroide della fascia principale. Scoperto nel 2000, presenta un'orbita caratterizzata da un semiasse maggiore pari a 2,2821399 UA e da un'eccentricità di 0,1414645, inclinata di 10,33220° rispetto all'eclittica.
L'asteroide è dedicato ai coniugi e astronomi amatoriali statunitensi Peter e Virginia Ginger Kwentus.